# Bartomeu Colom Pastor
Bartomeu Colom Pastor (Sóller, 1951) és jurista i professor titular de dret administratiu de la Universitat de les Illes Balears. Colom és doctor en dret per la Universitat de Barcelona, grau que va obtenir l'any 1977 amb la seva tesi L'Estatut d'autonomia de les Illes Balears. Està especialitzat en organització politicoadministrativa d'arxipèlags i ha publicat diversos llibres i nombrosos treballs sobre l'autogovern.

## Obra
- L'Estatut d'autonomia de les Illes Balears, Barcelona: Edicions Catalanes Curial, 1978.
- «Les competències de la Comunitat Autònoma de les Illes Balears en matèria de cultura», Autonomies, núm. 10, 1989.
- Què és autonomia? Palma: Obra Cultural Balear, «Monografies», núm. 10,1980.
- Els principis de la llei de normalització lingüística a les Illes Balears, Revista Jurídica de Catalunya, 1987, i Obra Cultural Balear, 1987.
- Veinticinco años de autonomía balear. Estudios jurídicos sobre el autogobierno (1977-2000), Madrid: Marcial Pons / Govern de les Illes Balears / UIB, 2001.
- El derecho de petición, Madrid: Marcial Pons, 1997.
- Les institucions públiques balears (1977-1998), Palma: Documenta Balear, 1998.
- «La distribució de competències entre les diferents instàncies». A: Diversos autors: Comentaris a la Llei del patrimoni històric de les Illes Balears, Palma: Institut d’Estudis Autonòmics, 2003.
- Les claus polítiques del procés autonòmic balear, Palma: Lleonard Muntaner, editor, 2004.
- «La llengua pròpia. Comentaris a l’article 4 de l’Estatut d’autonomia de les Illes Balears», «Article 69. Clàusula de tancament», «Article 70. Competències pròpies», «Article 71. Funció executiva de competències», «Article 72. Potestat reglamentària». A: Blasco Esteve, Avel·lí (dir.), Comentaris a l'Estatut d'Autonomia de les Illes Balears, Madrid: Parlament de les Illes Balers / Thomson / Civitas, 2008.
- Els estatuts d'autonomia de les Balears (1931-2007), Palma: Documenta Balear, 2009.
- Llengua, dret i autonomia, Palma: Obra Cultural Balear / Lleonard Muntaner, editor, 2011. ISBN 9788415076391
- «Capítol I. Introducció històrica» i «Capítol III. Els ciutadans de les Illes Balears». A: Blasco Esteve, Avel·lí (dir.): Manual de dret públic de les Illes Balears, Palma: Institut d’Estudis Autonòmics, 2012.
- Què hem fet amb l'autonomíia? Balanç crític (1983-2023), Palma: Documenta Balear, 2022.